# بيو جاك
بيو جاك (بالإنجليزية: Beau Jack)‏ مواليد 01 أبريل 1921 في أوغستا، جورجيا، جورجيا - الوفاة 09 فبراير 2000، كان ملاكم أمريكي سابق وبطل العالم مرتين، صنّف ضمن فئة الوزن الخفيف.

## إحصائيات
خاض خلال مسيرته 117 نزالا، فاز في 88 وتعادل في 5 وخسر في 24. فاز بالضربة القاضية في 43 نزالا.

## روابط خارجية
- بيو جاك على موقع IMDb (الإنجليزية)
- بيو جاك على موقع بوكس ريك (الإنجليزية) (registration required)